# John Ligonier
John Jean Louis de Ligonier (Castres, 7 novembre 1680 – Cobham, 28 avril 1770), 1er comte Ligonier, est un Field Marshal britannique né français. Il est issu d'une famille noble de huguenots de Castres ( où une rue porte son nom) émigrée en Angleterre à la fin du XVIIe siècle.

## Carrière militaire
Il entre dans l'armée britannique en 1699 dans une unité casernée en Irlande. En 1702 il fait sa première campagne en tant que volontaire sous les ordres de duc de Marlborough. De 1702 à 1710 il se distingue dans presque chaque bataille et siège important de la guerre de Succession d'Espagne.
Il est un des premiers à monter à l'assaut au siège de Liège, commande une compagnie à la bataille de Schellenberg et à la bataille de Blenheim. Il est présent au siège de Menin où il mène l'assaut, et aux batailles de Ramillies, Audenarde et Malplaquet.
En 1712, il devient gouverneur du fort Saint-Philip, Minorque, et en 1718 est adjudant-général des troupes de l'expédition de Vigo. Deux ans plus tard il est colonel du « Black Horse », poste qu'il occupe pendant 29 ans. Son régiment atteint un degré extraordinaire d'efficacité. En 1735, il est fait brigadier puis major-général en 1739. Il accompagne Lord Stair (John Dalrymple, 2e comte de Stair) dans la campagne du Rhin de 1742 et 1743. George II le fait chevalier de l'Ordre du Bain sur le champ de bataille de Dettingen. À la bataille de Fontenoy, Ligonier commande l'infanterie, et conseille le duc de Cumberland pendant toute la bataille.
Pendant la Rébellion jacobite il commande l'armée britannique dans les Midlands, mais en janvier 1746, il est placé à la tête du contingent britannique des armées alliée aux Pays-Bas. Il est à la bataille de Rocourt, le 11 octobre 1746. Le 2 juillet 1747, à la bataille de Lauffeld où il mène la dernière charge de la cavalerie britannique, lorsque son cheval est tué. Fait prisonnier. Alors que le roi de France aurait pu le faire exécuter comme ancien sujet naturalisé anglais et au service d'une puissance étrangère, il reçoit du roi un accueil chevaleresque et le reçoit à sa table. Ligonier est échangé quelques jours plus tard.
Avec la fin de la campagne, prend fin la carrière active de Ligonier. Jusqu'à la fin de sa vie, (sauf pendant un bref intervalle de 1756 à 1757) il occupe tout de même divers postes civils et militaires importants. En 1757 il est fait, commandant-en-chef, colonel du 1er régiment des gardes à pied (maintenant grenadiers de la garde), pair d'Irlande avec le titre de vicomte Ligonier d'Enniskillen, puis en 1762 celui de vicomte de Clonmell en remplacement du précédent. De 1759 à 1762 il est Master-General of the Ordnance, en 1763 il est fait baron, et en 1766, comte de la pairie britannique.
Dans les dernières années de sa très longue vie, il est fait Field Marshal. Il épousa une Wellesley (de) dont il eut une fille. Il termine ses jours au parc de Cobham dans le Surrey et meurt probablement à Londres, le 28 avril 1770. Il est enterré dans l'église paroissiale de Cobham. On a soutenu faussement qu'il était toujours resté célibataire et qu'il entretenait à la fin de sa vie un harem de jeunes filles.
Son plus jeune frère, François Auguste, fut également un soldat distingué de l'armée anglaise et mourut à la bataille de Falkirk contre les jacobites en 1746. Son fils hérita de la pairie de son oncle, le maréchal.

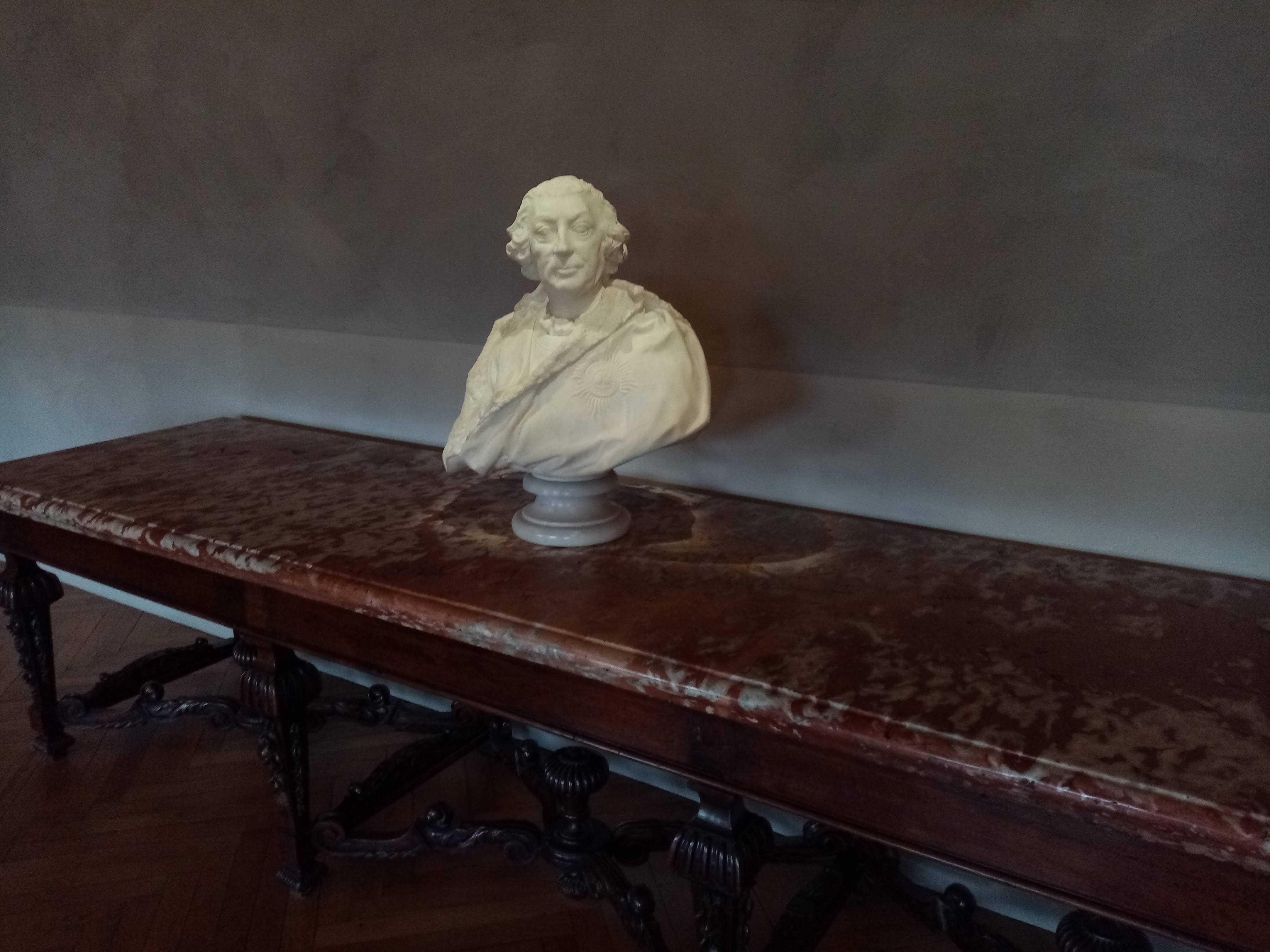
Buste du marchéral Jean de Ligonier, salle des états diocésains, Musée Goya, Castres
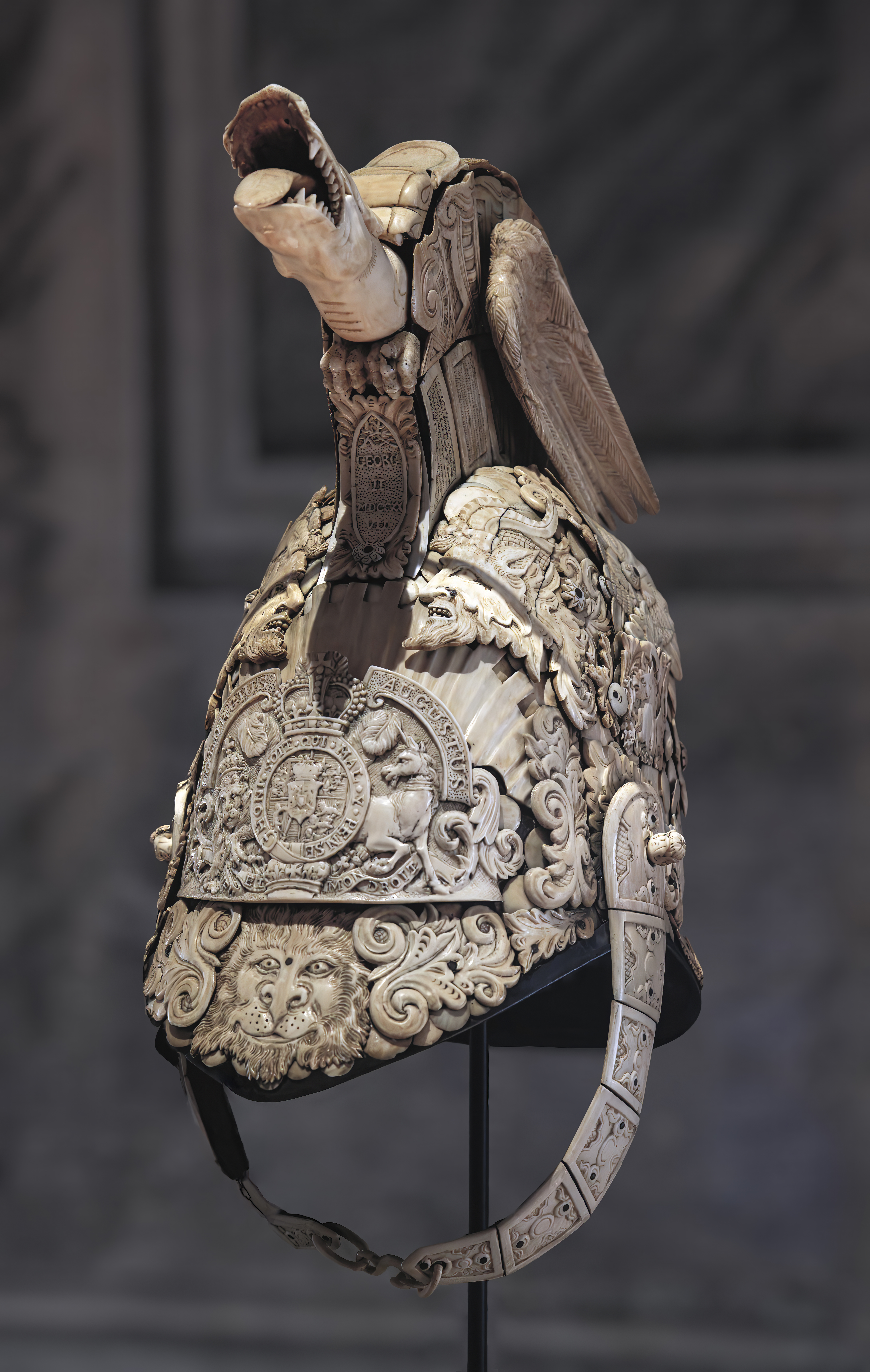
Casque d'apparat en ivoire du souverain George II (roi de Grande-Bretagne) offert à John Ligonier, Musée Goya, Castres.
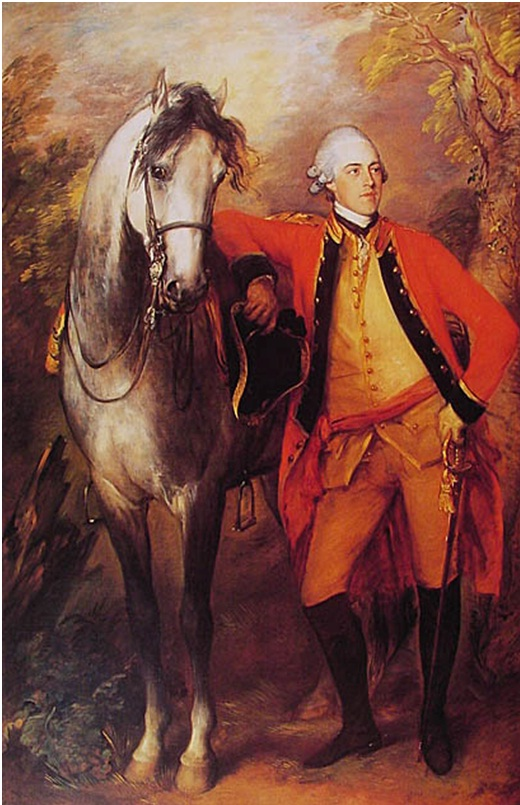
Edward futur comte Ligonier 1770 par Thomas Gainsborough Bibliothèque Huntington

## Sources
- (en) Cet article est partiellement ou en totalité issu de l’article de Wikipédia en anglais intitulé « John Ligonier, 1st Earl Ligonier » (voir la liste des auteurs) dans sa version du 1er octobre 2007
- Camille Rabaud, Jean-Louis de Ligonier, généralissime des armées anglaises, Dole, 1893